# Neostothis
Neostothis là một chi nhện trong họ Nemesiidae.
Neostothis được miêu tả năm 1925 bởi Vellard.

## Soort
Neostothis có các loài sau:
- Neostothis gigas Vellard, 1925